# Первая советская гималайская экспедиция

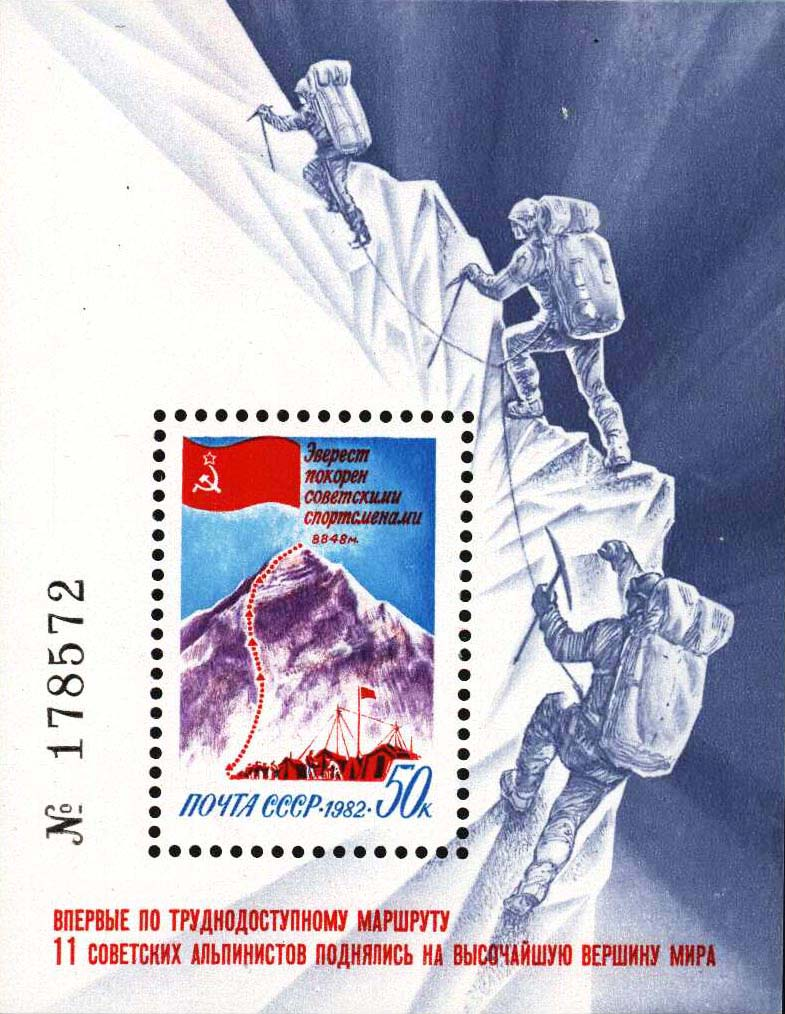
Почтовый блок СССР 1982 года

Первая советская гималайская экспедиция — экспедиция советских альпинистов весной 1982 года в Гималаи.
Экспедиция состоялась весной 1982 года, после длительной подготовки. Восхождение на Эверест было посвящено 60-летию образования СССР. Хотя до экспедиции советские альпинисты не совершали восхождений на вершины выше 7600 метров (высота самой высокой вершины СССР, пика Коммунизма — 7495 метров), восхождение совершалось по ранее никем не использованному маршруту по контрфорсу юго-западной стены, более сложному, чем все маршруты на Эверест, пройденные до того. Одиннадцати советским альпинистам удалось дойти до вершины Эвереста, в основном двойками. Некоторые альпинисты достигли вершины ночью. Несколько спортсменов получили травмы; позже одному из них были ампутированы четыре обмороженные фаланги на обеих руках.
Восхождения были прекращены из-за сильно испортившейся погоды. Восхождение одиннадцати альпинистов на вершину Эвереста без фатальных случаев было расценено как успех.

## Состав
Участники экспедиции — сборная команда СССР, в которую из полутора сотен кандидатов было отобрано 25 человек. Отбор проходил в результате серии тренировочных сборов, в ходе которых оргкомитет и Федерация альпинизма уделяли внимание подготовке спортсменов, их здоровью и психологической совместимости. Кандидаты участвовали как в спортивных (кто быстрее взойдёт на пик Коммунизма), так и в медицинских тестах (испытание в барокамере высотами до 10 000 м).
Руководитель экспедиции — Евгений Тамм, старший тренер — Анатолий Овчинников, тренер — Борис Романов, капитан команды Валентин Иванов.
Для штурма горы альпинисты были разделены на четыре спортивные команды:
- Эдуард Мысловский, Николай Чёрный, Владимир Балыбердин, Владимир Шопин;
- Валентин Иванов, Сергей Ефимов, Михаил Туркевич, Сергей Бершов;
- Ерванд Ильинский, Сергей Чепчев, Казбек Валиев, Валерий Хрищатый
- Вячеслав Онищенко, Валерий Хомутов, Владимир Пучков, Алексей Москальцов, Юрий Голодов.

Первоначально предполагалось, что четвёртая команда будет вспомогательной, она должна была оказывать помощь в организации высотных лагерей, заброске грузов, так как не было уверенности в помощи носильщиков-шерпов при восхождении по данному маршруту. Её восхождение планировалось лишь при благоприятном стечении обстоятельств. Однако уже в Гималаях тренерский совет решил, что команда будет участвовать в восхождении на равных.
| Дата                        | Спортсмены                                     |
| --------------------------- | ---------------------------------------------- |
| 4 мая 1982 года             | Владимир Балыбердин, Эдуард Мысловский         |
| ночь с 4 на 5 мая 1982 года | Сергей Бершов, Михаил Туркевич                 |
| 5 мая 1982 года             | Валентин Иванов, Сергей Ефимов                 |
| ночь с 7 на 8 мая 1982 года | Казбек Валиев, Валерий Хрищатый                |
| 9 мая 1982 года             | Валерий Хомутов, Владимир Пучков, Юрий Голодов |

## Этапы
Для непосредственной подготовки восхождения группа создала на Эвересте семь лагерей на различных высотах:
- базовый (21.03., 5340м) — несколько ниже ледопада Кхумбу
- промежуточный (21.03, 6100м)
- лагерь-1 (22.03., 6500м)
- лагерь-2 (31.03., 7350м)
- лагерь-3 (12.04., 7850м)
- лагерь-4 (18.04., 8250м)
- штурмовой (03.05., 8500м)

## Хронология восхождения
21 марта 1982 года немного ниже ледопада Кхумбу, на высоте 5340 м, был обустроен базовый лагерь, в котором разместились участники экспедиции, кроме нескольких человек, сопровождавших караваны с грузами. Началась обработка маршрутов, подготовка к оборудованию высотных лагерей.
24 марта на высоте 6100 м был обустроен промежуточный лагерь, в котором при необходимости можно было переждать непогоду или оставить часть груза.
25 марта на высоте 6500 м у подножья стены был разбит лагерь-1. Основную работу по переноске грузов в него проводили шерпы, которые хорошо акклиматизированы, и маршрут для них знаком и привычен. Одновременно к базовому лагерю прибыли последние караваны с грузами для экспедиции. Большинство членов экспедиции ещё плохо акклиматизировались и занимались дальнейшим обустройством базового лагеря.
28 марта Сергей Бершов начал прокладывать новый, ранее никем не хоженый, маршрут к вершине. Группа Иванова обработала маршрут до высоты 7000 м, где её сменила двойка из группы Онищенко, остальные члены команды организовывали промежуточную ночёвку между первым лагерем и будущим вторым. Погодные условия были неблагоприятными: сильные ветры, снегопады. У членов экспедиции продолжалась акклиматизация, негативно сказывавшаяся на самочувствии.
1 апреля на высоте 7350 м группой Мысловского был разбит лагерь-2. Дальнейшей обработкой маршрута занялась команда Ильинского (самого Ильинского на горе не было — он один из последних появился в базовом лагере, акклиматизировался недостаточно, и его место занял шерп Наванг). После двух дней работы на горе, когда все верёвки вышли, группа спустилась вниз, встретив по пути команду Онищенко, которая должна была поставить лагерь-3.
8 апреля стало известно, что Вячеслав Онищенко заболел горной болезнью в опасной форме. Теряя сознание, постоянно дыша кислородом, в сопровождении товарищей он на пределе сил спустился в базовый лагерь, осознавая, что если не спустится сам, то затраты сил на спасательную операцию сорвут все планы экспедиции. Его состояние описано в медицинском журнале экспедиции: «Общее состояние очень тяжелое. На вопросы отвечает с трудом. Сознание затемнено… Артериальное давление 50/0. При осмотре засыпает… Заключение: горная болезнь с нарушением периферического и мозгового кровообращения». К утру, после оказания медицинской помощи, его жизнь была вне опасности. Но экспедиция стала заметно отставать от графика восхождения.
10 апреля группа Мысловского, вышедшая на гору в третий раз, поднялась до 7800 метров, где начали разбивку лагеря-3. До ночи успели установить двухместную палатку, в которой и ночевали вчетвером. Утром обнаружилось, что у Николая Чёрного сильный кашель и практически пропал голос. Было решено, что он будет спускаться вниз. Оставшаяся тройка начала перебрасывать грузы из второго лагеря в третий. 12 апреля Владимир Шопин почувствовал резкую боль под рёбрами, дальше идти не мог, оставив груз на маршруте, тоже начал спуск в базовый лагерь. Уменьшившись вдвое, группа всё-таки проложила маршрут до высоты 8050 метров. Спустившиеся Мысловский и Балыбердин вместе с Чёрным и Шопиным отправились на отдых к монастырю Тхъянгбоче (3867 м). На горе работала группа Ильинского, по прежнему без него самого, занимавшаяся переноской грузов в третий лагерь. Шерпы отказались работать при такой погоде: с постоянными снегопадами и сильным ветром.
Начиная с 16 апреля группа Иванова должна была прокладывать дальнейший маршрут на самом сложном участке — через отвесные скалы на высоте выше 8000 м. Ключевой отрезок контрфорса должны были обрабатывать лучшие скалолазы экспедиции Бершов и Туркевич. Им удалось подняться до цирка на высоте 8200 м, на следующий день планировалось оборудование четвёртого лагеря, но оказалось, что у группы недостаточно ни времени, ни оборудования для этого, поэтому забросив на высоту грузы, они начали спуск, а на смену им пришла группа под руководством Хомутова, сменившего на этом посту заболевшего Онищенко.
Группа оборудовала лагерь, Хомутов и Пучков спустились вниз, а Москальцов и Голодов первыми в экспедиции провели ночь на высоте 8250 м, планируя утром начать прокладывать дальнейший маршрут. Наутро Голодов стал поднимать оставленный несколькими метрами ниже рюкзак, но подвела перильная верёвка, и он сорвался вниз, пролетел несколько метров и завис на предыдущем крюке. Тяжёлый рюкзак мешал самостоятельно выбраться, но с помощью Москальцова ему удалось добраться до палатки. Тем временем подошли снизу Хомутов и Пучков с кислородом и питанием. У Голодова после падения сильно болело плечо, так что вместо обработки маршрута группа занялась расширением площадки, чтобы в палатке можно было ночевать вчетвером, после чего начала спуск в третий лагерь. На следующий день они сделали ещё один грузовой подъём до четвёртого лагеря, после чего спустились на отдых.
Таким образом, все группы совершили три запланированных предварительных выхода на гору. Но оборудовать пятый лагерь, как было предусмотрено планом, не удалось. Однако прогнозы погоды были неутешительными, и откладывать дальнейшее восхождение было невозможно. Встал крайне важный вопрос о том, кто будет устанавливать лагерь-5 и обрабатывать дальнейший маршрут. Наиболее отдохнувшей была группа Мысловского, но Шопин и Черный, первыми спустившиеся с горы, к этому времени уже пару дней занимались заброской кислорода в третий и четвёртый лагеря. Тогда Мысловский и Балыбердин, осознавая ситуацию, что кроме них некому в ближайшее время заняться тяжёлой работой по установке лагеря и прокладке маршрута, несмотря на все сложности, связанные с необходимостью работать вдвоём, вызвались ради выполнения целей экспедиции на это задание, осознавая, что это крайне снижает их личные шансы на восхождение из-за недостатка времени на отдых после такой работы, но рассчитывая, что им всё-таки хватит сил на восхождение. На помощь им вызвался шерп Наванг с условием, что при благоприятном исходе ему будет предоставлена возможность штурмовать вершину.
27 апреля пара Мысловского-Балыбердина вышла из базового лагеря, к вечеру достигнув лагеря-1, а в течение следующих двух дней дошла до лагеря-3. 30 апреля пара советских спортсменов вместе с шерпом отправилась в лагерь-4, однако на высоте около 8000 м Наванг остановился и сказал, что у него болят глаза. Надев очки, переданные ему Мысловским он прошёл ещё несколько метров, но затем снова остановился: «Извините, не могу. Не пойду…», после чего в расстроенных чувствах начал спуск. Мысловский забрал у него кислород, верёвки, крючья и некоторые другие грузы, но, чтобы успеть засветло до лагеря, оставил тяжёлый рюкзак на маршруте, рассчитывая спуститься за ним утром.
1 мая пара разделилась, Балыбердин начал обработку маршрута выше лагеря-4, а Мысловский отправился вниз за оставленным тяжёлым рюкзаком. Только вечером они встретились вновь в лагере, и оказалось, что первый успел проложить половину пути до высоты 8500 м, а вот у второго возникли серьёзные проблемы. Немного не дойдя до лагеря, Эдуард Мысловский сорвался, самостраховка оказалась слишком длинной, а рюкзак слишком тяжёлым, и он повис на верёвке, не имея возможности выбраться. Кончался кислород, он попытался перехватить рюкзак руками, но удержать не смог, и тот упал в пропасть вместе с запасными верёвками, крючьями и кислородом. Без ценного груза Мысловский сумел выбраться и добрался до лагеря, получив обморожение рук.
2 мая пара занималась обработкой маршрута до высоты 8500, где 3 мая к вечеру они установили палатку. Уже сильно уставшие они, тем не менее, не отказались от идеи штурмовать вершину.
4 мая они проснулись в 2 утра, но смогли подняться лишь к 4:20; выпив чаю, в 6:15 они вышли из палатки. Первым шёл Владимир Балыбердин, все ещё не пользовавшийся кислородом, а за ним — на другом конце двадцатиметровой верёвки — Эдуард Мысловский. Чуть позже, в 6:30 утра, из базового лагеря вышли на гору Алексей Москальцов и Юрий Голодов. В 8:00 из лагеря-4 на высоту 8500 отправилась группа Иванова, в том числе обеспечивавшая радиосвязь между базовым лагерем и двойкой Мысловского. В 8:30 на связь с базовым лагерем вышел Голодов, сообщивший, что Москальцов упал в расщелину, повредив ногу. Он сорвался с высоты 15 метров, для его эвакуации на гору отправилось несколько человек.
К 12 дня штурмующая двойка осознала, что недооценила сложность оставшегося маршрута, неверно выбрала скорость движения и что, скорее всего, у них не хватит кислорода на обратный путь. Они решили часть вещей оставить на трассе: карабины, кошки, крючья, взяв с собой только рацию, кинокамеру и фотоаппарат.
4 мая 1982 года в 14:35, после более чем восьми часов тяжёлого пути, ленинградец Владимир Балыбердин по-прежнему без кислородного аппарата вызвал по рации базовый лагерь и сообщил, что «Во все стороны пути только вниз». Ещё через десять минут к нему на вершине присоединился обессилевший Эдуард Мысловский. После сеанса связи с непальскими службами, которые должны были зафиксировать восхождение, альпинисты сделали несколько фотоснимков и кинокадров. В качестве сувениров решили набрать на вершине несколько килограммов камней и в 15:15 начали спуск.
В 15:40 группа Иванова достигла лагеря-5, где расчистила площадку, приготовила обед, ожидая спускавшихся товарищей, о чьём успехе им сообщили по рации. В 16:00 спасательная группа спустила в базовый лагерь раненого Москальцова.
В 16:15 тяжело уставшая двойка Мысловского вышла на связь, сообщив руководству, что находятся в критической ситуации и нуждаются в помощи: поднялась облачность, затруднявшая видимость до предела, выпал снег, сделав скалы скользкими, а скорость движения минимальной, при этом до темноты оставалось менее двух часов, а до лагеря-5 ещё примерно 300 метров вниз.
В 16:50 в лагере-5 на помощь стали собираться Бершов и Туркевич, осознавая, что растратив силы и кислород, они почти наверняка лишатся шанса подняться на вершину, но также понимая, что измученные товарищи не перенесут ночь в таких условиях без спальников и палатки. Однако, продолжая рассчитывать на восхождение, они взяли двойной запас кислорода для себя и оделись так, чтобы быть готовыми провести ночь вне палатки. Их коллеги по команде должны были страховать их, оставаясь пока в лагере. В 18:00 вторая двойка вышла на гору, о чём в 18:40 узнали Мысловский и Балыбердин. К тому времени у них закончился кислород, сознание стало спутанным, терялись ощущения расстояния и опасности, рюкзак с сувенирами давно был брошен в наивном расчёте «утром подняться и принести его».
В 21:00 спускавшиеся и поднимавшиеся двойки наконец встретились, это произошло приблизительно на высоте 8750 м. Спасательная группа надела на товарищей маски, подключила кислород, напоила тёплым компотом, накормила тонизирующими таблетками, после чего состояние Балыбердина и Мысловского заметно улучшилось. В 21:30 обе группы вышли на связь с базовым лагерем, сообщили об обстановке, после чего Туркевич и Бершов попросили разрешения на продолжение подъёма, отметив, что кислорода достаточно, ветер стих, луна освещает путь. Балыбердин подтвердил, что вместе с напарником чувствуют себя хорошо, и готовы продолжать спуск самостоятельно. После некоторого размышления, руководитель экспедиции дал добро, тем более, что иначе в маленькой палатке в пятом лагере пришлось бы ночевать шестерым альпинистам.
В 21:40 группы расстались. Не экономя достаточные запасы кислорода Бершов и Туркевич стали быстро подниматься и в 22:25 достигли вершины. Связаться с базой не удалось из-за севших батареек в рации и спустя полчаса они начали спуск. На обратном пути они подобрали брошенные кошки Балыбердина, которые должны были тому пригодиться ниже. Тем временем Балыбердин и Мысловский продолжали медленно спускаться, но выпавший снег затруднял ориентирование, а отсутствие кошек и сильная усталость делали дальнейший самостоятельный спуск очень рискованным, поэтому они практически не продвинулись с места расставания с товарищами.
В 23:55 группы вновь воссоединились и продолжили медленный спуск. Остававшиеся в лагере-5 Иванов и Ефимов не имея рации ничего не знали о судьбе товарищей. Ночью они вышли из лагеря, прошли несколько сот метров, но никого не увидев и не услышав вернулись, чтобы не тратить кислород, запланировав выход на поиски на 6 утра. Однако незадолго до этого времени четвёрка покоривших вершину наконец дошла до лагеря, к тому времени Балыбердин и Мысловский провели в пути более суток, затратив 8 часов на подъём и 15 на спуск. У Мысловского почернели фаланги отмороженных пальцев на руках и ногах, состояние Балыбердина было лучше.
5 мая в 6:30 утра на штурм из ставшего тесным лагеря-5 вышли Валентин Иванов и Сергей Ефимов, не спеша поднимаясь они достигли вершины в 13:20. С вершины сделали несколько фотоснимков и спустя 1 час 40 минут начали спуск вниз. Запасы кислорода в лагере-5 были невелики, поэтому остававшимся там спортсменам необходимо было спускаться. Бершов и Туркевич помогли обуться товарищам, которых не слушались руки, и группа начала спуск. Балыбердин чувствовал себя неплохо и вновь шёл без кислорода. Группе предстояло пройти самый сложный участок маршрута, где возможно было идти только по одному. Мысловский со своими повреждёнными руками более двухсот раз перещелкивал карабин, превозмогая боль в повреждённых руках. Добравшись до лагеря-4 и передохнув, группа продолжила спуск. Вскоре, поправляя маску, Мысловский выронил рукавицу, это произошло рядом с тем местом, где он несколькими днями ранее вынужден был бросить рюкзак, чтобы выбраться из пропасти. Но вскоре показались поднимавшиеся Казбек Валиев и Валерий Хрищатый, отдавшие Эдуарду запасные варежки. К вечеру группа спустилась до высоты 7800 м, где не спавшие двое суток Мысловский и Балыбердин, наконец, смогли выспаться.
В ночь на 6 мая расположение спортсменов было следующим: в лагере-1 находились Хомутов, Пучков и Голодов, в лагере-3 — Мысловский, Балыбердин, Бершов, Туркевич, Ильинский и Чепчев. В лагере-4 готовились к подъёму Валиев и Хрищатый, а в лагере-5 спустившиеся с вершины Иванов и Ефимов. Однако, если первоначально предполагалось, что Валиев и Хрищатый забросят в лагерь-4 кислород и вернутся в лагерь-3, чтобы единой командой штурмовать вершину в дальнейшем, то события накануне изменили планы, в лагерь-3 они больше не могли спуститься, так как там не хватило бы места для размещения. В течение дня поднимавшиеся перебрались в лагеря выше, а уже покорившие вершину продолжали спуск.
7 мая находившиеся в лагере-5 Валиев и Хрищатый приняли решение не ждать товарищей по команде, а попытаться штурмовать гору вдвоём, пока ещё сохранялись силы и была более менее сносная погода. В 7 утра они вышли из лагеря, но из-за ураганного ветра не смогли преодолеть гребень и были вынуждены вернуться в палатку. Только к 17:00 ветер стих настолько, что они вновь вышли из лагеря. Их коллеги по команде Ильинский и Чепчев лишь ненадолго опоздали и хотели без отдыха продолжить путь к вершине, надеясь догнать друзей, однако руководство экспедиции решило, что им необходимо дожидаться товарищей в лагере.
В 1:47 Валиев и Хрищатый достигли вершины, рация не работала, одежда была покрыта тонким слоем льда, облака периодически закрывали видимость. Пробыв на вершине всего 10 минут они начали спуск. Спустя 15 часов после их выхода остальным участникам экспедиции была не ясна их судьба, в 8:30 Ильинский и Чепчев собрались выходить на поиски, когда услышали крики и вышли навстречу товарищам, которые так обессилели, что затруднялись даже вдохнуть газа из подключенных баллонов с кислородом. Узнав о том, что спортсмены несколько часов спускались без кислорода при сорокаградусном морозе, что у них есть хоть и незначительные, но обморожения, руководство экспедиции, несмотря на уверения Валиева и Хрищатого, что они дальше могут спускаться самостоятельно, приняло решение, что Ильинский и Чепчев на штурм не пойдут, а будут помогать спускаться друзьям. Ильинский решил в одиночку сопровождать спускавшихся спортсменов, надеясь не лишать Чепчева шанса покорить гору, понимая, что спустившись, никому обратно подняться скорее всего не удастся. Однако после связи с группой Хомутова, находившейся в третьем лагере, оказалось, что они должны по графику штурмовать вершину только 10 мая, а значит Чепчеву предстояло в одиночку провести в зоне смерти ещё двое суток, что было слишком рискованно. Вчетвером спортсмены начали спуск.
Тем временем погода продолжала портиться, и из Москвы был получен приказ во избежание ненужного риска прекратить дальнейшие восхождения. Любая трагедия перечеркнула бы победу советских спортсменов над горой. Шопин и Чёрный, находившиеся в базовом лагере, лишились шанса оказаться на вершине, как и Ильинский с Чепчевым. Однако группа Хомутова, выйдя на связь в 18:00 и узнав нерадостные для спортсменов новости, приняла решение о дальнейшем восхождении, сдвинув его сроки на сутки. Теперь им предстояло вместо отдыха в лагере немедленно продолжать подъём, чтобы за один день подняться из лагеря-3 до лагеря-5. Следующий сеанс связи в 20:00 застал их уже между лагерями, и руководство экспедиции не стало настаивать на немедленном спуске. В темноте Хомутов, Пучков и Голодов практически вслепую преодолели самый сложный участок пути и к 24 часам достигли лагеря-5, где, вопреки прогнозам, погода улучшилась, вышла луна, а ветер стих.
9 мая, в 6 утра группа вышла на штурм, но после восхода солнца погода вновь начала портиться, опять поднялся ветер, чтобы не быть сдутыми в пропасть им приходилось идти ниже гребня, что сильно замедляло движение, тем не менее в 11:30 они вышли на связь с базой, сообщив о достижении вершины. Они стали последними участниками экспедиции, поднявшимися на вершину.

## После восхождения
Всем участникам экспедиции было присвоено звание заслуженных мастеров спорта. К моменту восхождения семь из одиннадцати участников экспедиции уже были чемпионами СССР по альпинизму, из них все три алма-атинца — двукратными, а уралец Сергей Ефимов — трёхкратным.
20 декабря 1982 года тиражом 800 тыс. экземпляров в СССР был выпущен номерной почтовый блок  (ЦФА [АО «Марка»] № 5356) работы Ю. Левиновского с Государственным флагом СССР, схемой маршрута Первой советской гималайской экспедиции, совершающими восхождение советскими альпинистами и памятным текстом.
По состоянию на начало 2010-х годов маршрут экспедиции не был пройден ни одним другим альпинистом.
В дальнейшем, некоторые из тех, кому не удалось в ходе этой экспедиции покорить Эверест, всё-таки смогли побывать на вершине. Непокорённой она осталась для Вячеслава Онищенко, Владимира Шопина, Сергея Чепчева и Алексея Москальцова.